# Копальня Мінджингу
Копальня Мінджингу (Minjingu) — гірничодобувне підприємство на півночі Танзанії.
У 1956-му виявили родовище фосфоритів Мінджингу, ресурси якого оцінили у 8,9 млн тонн із середнім вмістом 20 % пентаоксиду фосфору. Наприкінці 1970-х фінська Finnish International Development Assistance надала фінансування, яке дозволило компанії Minjingu Phosphate Company (MIPCO) здійснити облаштування копальні та належної до неї збагачувальної фабрики. Розробку почали в 1983 році за проєктом, що передбачав залучення на першому етапі ділянки із запасами близько 0,7 млн тонн.
Видобуток вели відкритим способом із трьох фосфоритоносних пластів, що залягали на глибині до 15—20 метрів. Надалі на збагачувальній фабриці продукували фосфоритний концентрат, який вивозили за 105 км автотранспортом з подальшим перевантаженням на залізницю. Проєктна річна потужність копальні становила 165 тисяч тонн руди, з якої мали отримувати 100 тисяч тонн концентрату.
Базовим споживачем мав бути завод фосфорних добрив у Танга, проте на момент запуску копальні стан його обладнання вже був такий, що він працював лише на незначну частину своєї проєктної потужності. Так, найбільший обсяг споживання фосфоритного концентрату з Мінджингу був зафіксований в 1985-му на рівні 21 тисячі тонн, а вже у 1990-му на майданчику в Танга сталась руйнація башти зі складу кислотного комплексу, що призвело до закриття заводу.
Втрата ключового споживача критично вплинула на копальню Мінджингу. Хоча остання з 1987-го відпускала фосфорити для прямого використання як добрива, а з 1988-го експортувала частину продукції, проте ця діяльність вимірювались обсягами від кількох сотень до кількох тисяч тонн на рік. Всього за 1983—1990 роки копальня відвантажила 127 тисяч тонн продукції, з яких 117 тисяч тонн відправили на завод у Тангу.
У 2001-му MIPCO приватизували, що дало можливість реанімувати копальню. Цього разу цільовим продуктом стали збагачені розмелені фосфорити зі вмістом пентаоксиду фосфору 28—30 %, які можуть напряму використовуватись як добриво. Окрім споживачів Танзанії, воно постачається до Кенії, Уганди, Руанди, Бурунді та Замбії. Наразі на сайті копальні її виробнича потужність зазначена як 100 тисяч тонн на рік, при цьому там же йдеться про випуск 30 тисяч тонн добрив на рік.